# Publius Sulpicius Galba Maximus
Publius Sulpicius Galba Maximus was een Romeins politicus en militair in de derde en tweede eeuw v.Chr.
Hij was in lid van de invloedrijke gens Sulpicia. In 211 v.Chr. werd hij tot consul gekozen en moest samen met zijn collega Gnaius Fulvius Centumalus Maximus Rome verdedigen tegen een aanval van Hannibal Barkas. Na deze aanval succesvol te hebben afgeslagen vertrok hij naar Griekenland om Marcus Valerius Laevinus te vervangen. Sulpicius was tussen 210 en 206 proconsul in Griekenland, waar hij de Eerste Macedonische Oorlog tegen Philippus V vocht. Sulpicius veroverde hierbij de stad Aegina in 210.
In 203 werd hij tot dictator uitgeroepen, maar de reden waarom is niet helemaal duidelijk. Hij moest de verkiezingen organiseren en mogelijk ook de consul Gnaius Servilius Caepio intomen die de achtervolging op de net uit Italië Hannibal wilde inzetten met een aanval op Afrikaans grondgebied. 
Sulpicius werd in 200 opnieuw tot consul gekozen. Hij vocht in de Tweede Macedonische Oorlog en behaalde een overwinning op Philippus bij Ottolobus, waarna hij zich terugtrok in Illyrië. Met zijn overwinning overtuigde hij de Aetoliërs om zich aan te sluiten bij de Romeinen. In 199 was hij nog korte tijd proconsul in Griekenland om de strijd voort te zetten. 
In 197 en 196 diende Sulpicius in een Senaatscommissie die Titus Flaminius bijstond in het oplossen van politieke problemen in Griekenland. In 193 werd hij als Romeinse ambassadeur naar Antiochus III de Grote gestuurd om tot een bestand te komen. 